# Bee Ridge, Florida
Bee Ridge är en ort (CDP) i Sarasota County, i delstaten Florida, USA. Enligt United States Census Bureau har orten en folkmängd på 9 598 invånare (2010) och en landarea på 9,7 km².